# Teatre Municipal (Manacor)
El Teatre Municipal de Manacor és un complex teatral situat a l'avinguda del Parc, s/n, de Manacor (Illes Balears). Va ser construït per iniciativa de l'Ajuntament de Manacor. Tot i que l'edifici es va començar a bastir a començaments de la dècada dels anys 70 del segle xx, no es va inaugurar fins al 30 de desembre de 1985, amb la sarsuela Ai Quaquín que has vengut de prim!, del manacorí Sebastià Rubí. Disposa d'un total de quatre sales per a espectacles: Sala Major (453 butaques), Sala de Dalt (225 butaques), Sala d'Enmig (150 butaques) i Sala de Baix (137 butaques).
Des de l’any 1987 acull anualment la Mostra de Teatre Escolar, una de les poques mostres de certàmens teatrals escolars d'arreu de l'Estat, la qual cosa fa de Manacor i, doncs, de les Illes Balears el nucli de la formació teatral per als escolars. També anualment, i des de 1996, acull la Fira de Teatre de Manacor, amb la qual es fa una gran difusió dels espectacles forans i dona a conèixer la tasca que fan les companyies i productores de teatre de les Balears.
Al 2016 li fou concedit el premi Ramon Lull, distinció que atorga el Govern de les Illes Balears.